# Брионн, Анри де Лоррен
Анри де Лоррен (фр. Henri de Lorraine; 15 ноября 1661 — 3 апреля 1713) — французский аристократ, граф де Брионн, представитель рода Гизов, младшей ветви Лотарингского дома, обер-шталмейстер Франции (1677—1713).

## Биография
Старший сын Луи Лотарингского (1641—1718), графа д’Арманьяка (1666—1718), и Екатерины де Нёвиль (1639—1707), младшей дочери маршала Франции Николя де Нёвиля, маркиза де Вильруа и Мадлен де Бланшфор де Креки.
С рождения носил титул графа де Брионн.
Его отец Луи был обер-шталмейстером Франции, то есть занимал один из высших коронных чинов во Франции.
В 1677 году Генри Лотарингский получил титул обер-шталмейстера Франции.
Катерина де Нёвиль, мать Генриха, была младшей дочерью маршала Франции Николая де Нёвиля де Вильруа. Генрих Лотарингский был двоюродным братом Франсуа де Нёвиля, герцога де Вильруа, наставника короля Людовика XV.
Генрих Лотарингский скончался в Версале в 1713 году, за пять лет до смерти отца. В 1718 году после смерти Луи Лотарингского титул графа д’Арманьяка унаследовал его младший сын Шарль Лотарингский.

## Семья и дети
23 декабря 1689 года Генрих женился на Мари-Мадлен д’Эпине (ум. 1714), от брака с которой имел двух детей:
- Луи Лотарингский (13 февраля 1692 — 9 сентября 1743), принц де Ламбеск
- Мария Луиза Лотарингская (24 октября 1693 — 18 октября 1724), мадемуазель де Брионн

Также он имел незаконнорождённого сына от любовницы, мадемуазель Потенот. Его звали «Бастард де Брионн» с титулом «ле шевалье д’Oргон».